# Juan José Arias-Dávila y Matheu
Juan José Arias-Dávila y Matheu (Quito, 22 de septiembre de 1783-Madrid, 6 de septiembre de 1850), XII conde de Puñonrostro y VII marqués de Maenza, fue un noble y político español.

## Biografía

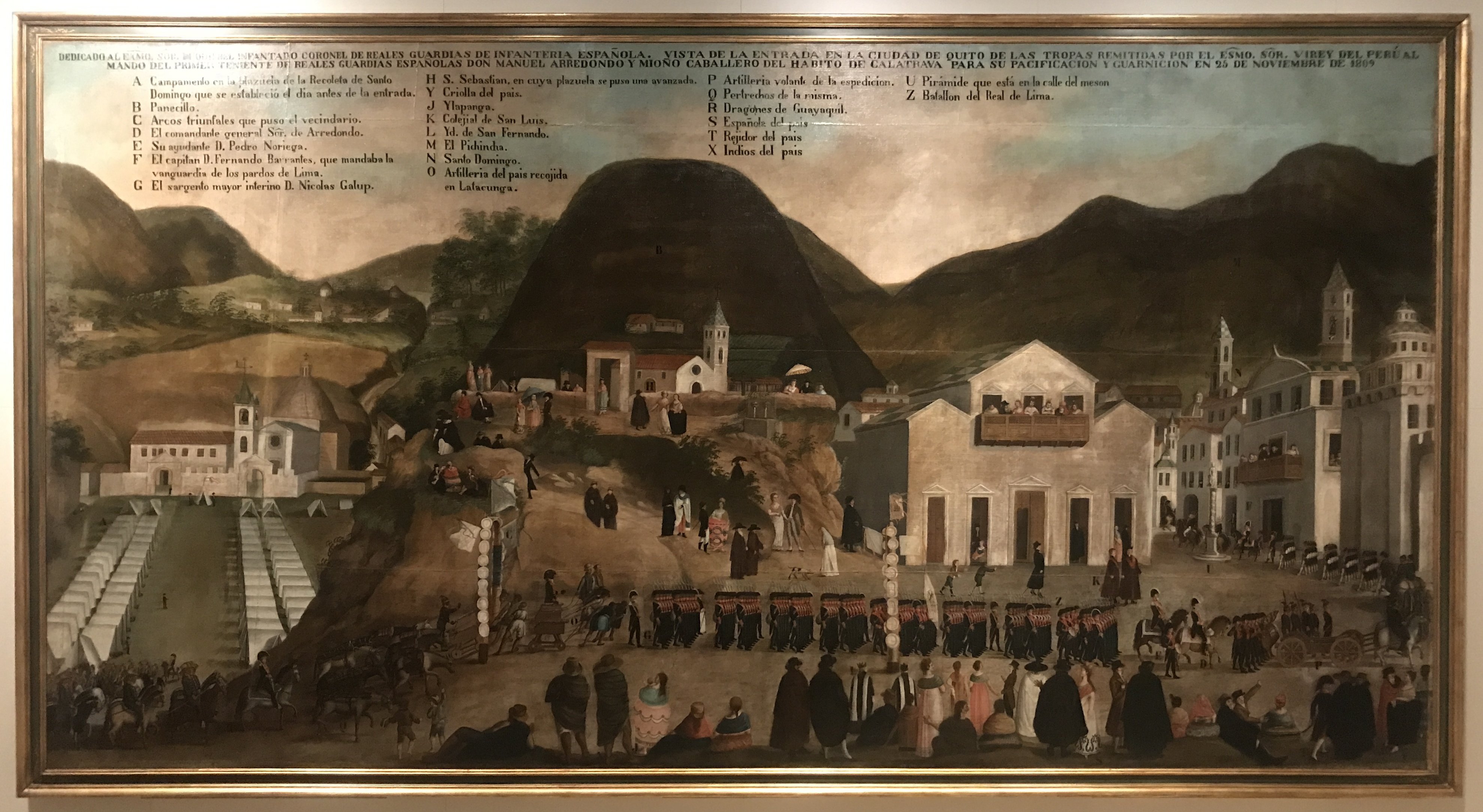
Vista de la entrada de tropas en Quito, ciudad natal de Juan José, en 1809.

Fue uno de los hijos del matrimonio formado por Manuel Mateo Arias Dávila y Matheu, VI marqués de Maenza y Josefa Herrera Berrio. Nació en la ciudad de Quito, lugar de residencia de sus padres. Fue educado en esa ciudad, siendo educado por su ayo el doctor Boniche.
En 1799 tras la muerte de María Luisa Centurión y Velasco, XI condesa de Puñonrostro, el 22 de enero de ese año, sucedió en ese título.
Junto con José Mejía Lequerica, fue elegido diputado en las Cortes de Cádiz por el virreinato de Nueva Granada, trasladándose a España en 1810.
Contrajo matrimonio María Felipa de Carondelet y Castaños el 15 de julio de 1810. Felipa era hija de Francisco Luis Héctor de Carondelet, barón de Carondelet, comandante general de la provincia de Quito y presidente de su Real Audiencia, y de María Concepción Castaños Aragorri, sobrina del importante militar, Francisco Javier Castaños. El 4 de junio de 1814 se cubrió como grande de España ante Fernando VII en el Palacio Real de Madrid. Ese octubre de ese mismo año Puñonrostro fue nombrado por el monarca con motivo de su regio cumpleaños, gentilhombre de su cámara con ejercicio y servidumbre, como correspondía a la condición de grande de España cubierto que ya ostentaba el conde.
En 1834, tras la promulgación del Estatuto Real fue nombrado prócer del reino.
Murió en Madrid el 6 de septiembre de 1850.

## Matrimonio y descendencia
De su matrimonio con María Felipe de Carondelet y Castaños tuvo los siguientes hijos:
- María del Carmen Arias-Davila Matheu Carondelet (1811)
- María Teresa Matheu Arias Dávila Carondelet, marquesa de Almaguer (1811-1889), casada el 9 de abril de 1864, con José María Palacio Benito de Cárdenas, conde de las Almenas (-1869)
- Francisco Javier Matheu Arias Dávila y Carondelet (1812-1860), que sucedería a su padre en sus títulos.
- Francisco de Asís Arias-Davila Matheu Carondelet (1814)
- Manuel Matheu Arias Dávila Carondelet, conde de Guijas Albas 1815-1888 casado con María Gregorio Guillén, baronesa de Mammola (-1859)
- Inés Arias-Davila Matheu Mallea.
- Pilar Arias-Davila Matheu Mallea.

## Títulos, órdenes y empleos

### Títulos
- XII conde de Puñonrrostro.
- VII marqués de Maenza.
- marqués de Casa Sola.

### Órdenes
- Orden de Calatrava.[7]
  - Comendador de Tesoro (1826).
  - Caballero (1826).
- Caballero gran cruz de la Orden de Carlos III.
- Caballero de tercera clase de la Orden de San Fernando.
- Caballero de tercera clase de la Orden de San Hermenegildo.

### Empleos
- Gentilhombre de cámara con ejercicio y servidumbre del rey de España.
- Senador vitalicio.
- Prócer del reino (1834-1835)